# Anijsblad
Anijsblad (Piper peltatum) is een kruidachtige, soms houtachtige plant die tot 1,5 of 3 meter hoog kan worden.
Het verspreidingsgebied is in tropisch Centraal- en Zuid-Amerika: Brazilië, Bolivia, Peru, noordelijk tot Mexico, het Caribische gebied, Florida en de Guiana's
Het is een blijvende plant die in het wild verzameld wordt voor een aantal doeleinden. Kinderen vinden de zoete rijpe vruchten een lekkernij, het jonge blad wordt met rijst als groente gegeten of om ander voedsel gebonden. In de volksgeneeskunst wordt de plant voor velerlei doeleinden gebruikt. De wortels zijn vochtafdrijvend en thee van de bladeren wordt gebruikt tegen koortsen. De plant bevat 4-Nerolidylcatechol, een stof die belangrijke eigenschappen heeft: ontstekingsremmend, anti-oxidant en antimalaria. Anijsblad wordt ook in bevroren toestand in Nederland ingevoerd voor gebruik onder de Surinaamse gemeenschap in m.n. Amsterdam (Om welke soort van Piper het hier precies gaat is minder duidelijk.) Een farmaceutische studie van de antimalariawerking van de stof, verkregen uit gekweekte anijsbladwortels, liet inderdaad in vitro positieve resultaten zien, maar in vivo waren er stabiliteitsproblemen. Dat gold ook na invriezen.

## Beeldgalerij

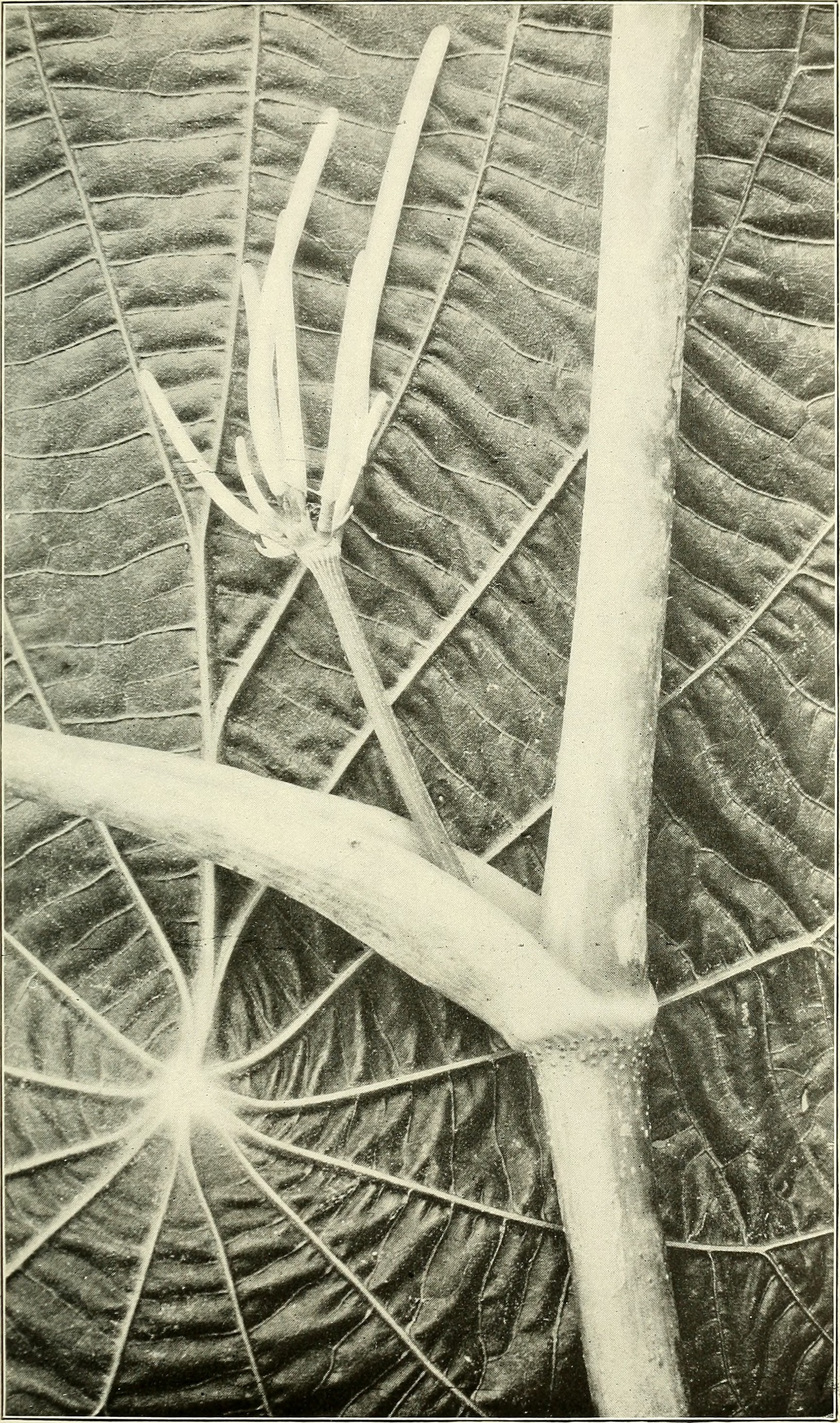
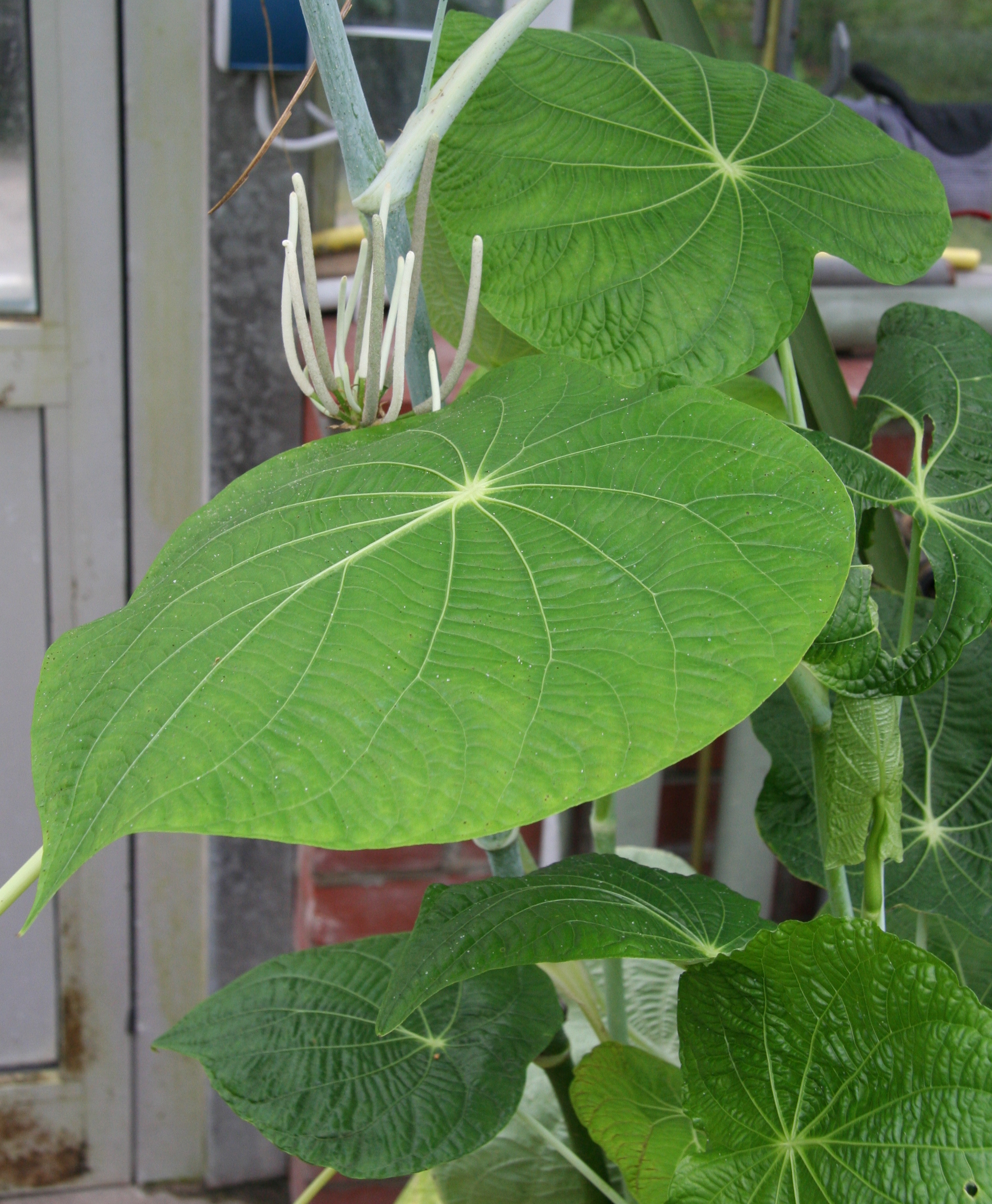
in de Botanischen Garten, Dresden